# Гродненский район
Гродненский район (бел. Гродзенскі раён) — административная единица на северо-западе Гродненской области Республики Беларусь. Административный центр — город Гродно (в состав не входит).
Численность населения — 48 199 человек (на 1 января 2025 года).

## Административное устройство
В районе Скидельский городской и 13 сельсоветов:
- Вертелишковский
- Гожский
- Индурский
- Квасовский
- Коптёвский
- Обуховский
- Одельский
- Озёрский
- Подлабенский
- Поречский
- Путришковский
- Скидельский
- Сопоцкинский

Упразднённые сельсоветы:
- Барановичский (20 сентября 2002 года[6])
- Василевичский (16 марта 1987 года)
- Грандичский (16 марта 1987 года[6])
- Коробчицкий (21 августа 1989 года[6])
- Лойковский (20 сентября 2002 года[6])
- Ратичский (20 сентября 2002 года, до 1985 года — Гиневичский[6])

## География
Площадь 2594,05 км² (1-е место среди районов Гродненской области).
Основные реки — Неман и его притоки Свислочь, Лососянка, Чёрная Ганча, Котра.

### Заказники
- Заказник "Озёры"
- Заказник местного значения «Друскеники»[7]

## История
Район образован 15 января 1940 г. В 1940—1944 годах район входил в состав Белостокской области, 20 сентября 1944 года вошёл в состав Гродненской области.
16 августа 1945 года к Гродненскому району присоединены территории Белянский сельсовет Домбровского района, Дубовский и Озельский сельсоветы Соколковского района. Впоследствии граница между БССР и Польшей была дополнительно скорректирована в результате демаркации границы. 10 марта 1959 года был упразднён Сопоцкинский район, и его территория полностью включена в состав Гродненского района. 2 декабря 1962 года в результате ликвидации Скидельского района Гродненскому району передана большая часть его территории. Около 1964-1967 годов Берштовский сельсовет был передан Щучинскому району. 6 января 1965 года три сельсовета переданы вновь образованному Мостовскому району.
В 2008 году в состав Гродно включены населённые пункты: деревни Аульс, Барановичи, Вишневец, Головичи, Грандичи, Девятовка, Дмитриевка, Дуброва, Заболоть, Зарица, Колбасино, Кульбаки, Лапенки, Лососна, Малаховичи, Малыщина, Новики, Островок-2, Подкрыжаки, Понемунь, Скоморошки, Солы и Чещавляны, посёлки Фабричный и Южный Гродненского района.

## Геральдика
Герб и флаг Гродненского района основаны Указом Президента Республики Беларусь от 10 ноября 2020 года № 410.

## Демография
Численность населения — 48 199 человек (на 1 января 2025 года), в том числе городское — 10 568 человек (Скидель — 9 667 человек, Сопоцкин — 901 человек), сельское — 37 631 человек.
Численность населения — 48 494 человек (на 1 января 2024 года), из них городское — 10 632 человек (Скидель — 9 707 человек, Сопоцкин — 925 человек), сельское — 37 862 человек.
Население района составляет 48 768 человек, в том числе в городских условиях проживают 10 685 человек (на 1 января 2023 года). Помимо Гродно на территории района находятся город Скидель, городской посёлок Сопоцкин, 383 сельских населённых пунктов, 14 сельсоветов.
| Численность населения (по годам) | Численность населения (по годам) | Численность населения (по годам) | Численность населения (по годам) | Численность населения (по годам) | Численность населения (по годам) | Численность населения (по годам) | Численность населения (по годам) | Численность населения (по годам) | Численность населения (по годам) |
| 1996                             | 2001                             | 2002                             | 2003                             | 2004                             | 2005                             | 2006                             | 2007                             | 2008                             | 2009                             |
| -------------------------------- | -------------------------------- | -------------------------------- | -------------------------------- | -------------------------------- | -------------------------------- | -------------------------------- | -------------------------------- | -------------------------------- | -------------------------------- |
| 68 500                           | ▼67 038                          | ▼66 636                          | ▼66 036                          | ▼65 513                          | ▼64 921                          | ▼64 259                          | ▼63 449                          | ▼62 909                          | ▼55 525                          |
| 2010                             | 2011                             | 2012                             | 2013                             | 2014                             | 2015                             | 2016                             | 2017                             | 2018                             | 2019                             |
| ▼54 104                          | ▼52 708                          | ▼51 254                          | ▼50 542                          | ▼50 002                          | ▼49 830                          | ▲49 954                          | ▲49 987                          | ▼49 803                          | ▼49 466                          |
| 2020                             | 2021                             | 2022                             | 2023                             | 2024                             | 2025                             |                                  |                                  |                                  |                                  |
|                                  |                                  |                                  | ▲ 48 768                         | ▼48 494                          | ▼48 199                          |                                  |                                  |                                  |                                  |

| Национальный состав по переписи населения 2009 года | Национальный состав по переписи населения 2009 года | Национальный состав по переписи населения 2009 года |
| Народ                                               | Численность                                         | %                                                   |
| --------------------------------------------------- | --------------------------------------------------- | --------------------------------------------------- |
| Белорусы                                            | 30 523                                              | 55,98 %                                             |
| Поляки                                              | 18 323                                              | 33,6 %                                              |
| Русские                                             | 4244                                                | 7,78 %                                              |
| Украинцы                                            | 686                                                 | 1,26 %                                              |
| Литовцы                                             | 95                                                  | 0,17 %                                              |
| Татары                                              | 76                                                  | 0,14 %                                              |
| Армяне                                              | 50                                                  | 0,09 %                                              |
| Немцы                                               | 35                                                  | 0,06 %                                              |
| Азербайджанцы                                       | 28                                                  | 0,05 %                                              |
| Молдаване                                           | 25                                                  | 0,05 %                                              |
| Грузины                                             | 18                                                  | 0,03 %                                              |
| Латыши                                              | 17                                                  | 0,03 %                                              |
| Цыгане                                              | 13                                                  | 0,02 %                                              |
| Казахи                                              | 12                                                  | 0,02 %                                              |
| Лезгины                                             | 12                                                  | 0,02 %                                              |
| Чуваши                                              | 12                                                  | 0,02 %                                              |

## Экономика
Среднемесячная номинальная начисленная заработная плата (до вычета подоходного налога и некоторых отчислений) в 2017 году в районе (без Гродно) составила 772,1 руб. (около 385 долларов). Район занял 2-е место в Гродненской области по уровню зарплаты после Гродно (средняя зарплата по области — 703,2 руб.) и 15-е место в стране из 129 районов и городов областного подчинения.

### Сельское хозяйство
В районе развито сельское хозяйство.
Общая посевная площадь сельскохозяйственных культур в организациях района (без учёта фермерских и личных хозяйств населения) в 2017 году составила 72 220 га (722 км²). В 2017 году под зерновые и зернобобовые культуры было засеяно 35 616 га (1-е место в области и 3-е место в Республике Беларусь после Буда-Кошелёвского и Барановичского), под сахарную свеклу — 5624 га (1-е место в области), под кормовые культуры — 24 507 га (1-е место в области).
Валовой сбор зерновых и зернобобовых культур в сельскохозяйственных организациях составил 230,6 тыс. т в 2015 году, 211,6 тыс. т в 2016 году, 240,9 тыс. т в 2017 году. По валовому сбору зерновых в 2017 году район занял 1-е место в Республике Беларусь. Средняя урожайность зерновых в 2017 году составила 67,6 ц/га (средняя по Гродненской области — 39,7 ц/га, по Республике Беларусь — 33,3 ц/га). По этому показателю район занимал 1-е место в Республике Беларусь. Валовой сбор свеклы сахарной в сельскохозяйственных организациях составил 457,2 тыс. т в 2016 году, 455,8 тыс. т в 2017 году. По валовому сбору сахарной свеклы в 2017 году район занял 1-е место в Республике Беларусь. Средняя урожайность сахарной свеклы в 2017 году составила 811 ц/га (средняя по Гродненской области — 533 ц/га, по Республике Беларусь — 499 ц/га); по этому показателю район занял 1-е место в Гродненской области.
На 1 января 2018 года в сельскохозяйственных организациях района (без учёта фермерских и личных хозяйств населения) содержалось 79,1 тыс. голов крупного рогатого скота, в том числе 22,6 тыс. коров, а также 107,8 тыс. свиней и 3855,7 тыс. голов птицы. По поголовью крупного рогатого скота район занимает 1-е место в Гродненской области, по поголовью свиней — 2-е (после Щучинского района).
В 2017 году предприятия района произвели 95,2 тыс. т мяса (в живом весе), 166,2 тыс. т молока и 175,3 млн яиц. По производству мяса район занимает 1-е место в Гродненской области, по производству молока — 1-е. Средний удой молока с коровы — 7533 кг (средний показатель по Гродненской области — 5325 кг, по Республике Беларусь — 4989 кг), по этому показателю район занимает 1-е место в области.

## Транспорт
Общая протяженность железнодорожных путей на территории Гродненской области составляет 672 км. Территорию области пересекают железнодорожные линии Минск-Молодечно-Сморгонь-Вильнюс, Вильнюс-Лида-Барановичи-Лунинец, Молодечно-Лида-Мосты-Гродно, Вильнюс-Гродно-Белосток, Гродно-Волковыск-Барановичи, которые связывают область с другими областями государства и с соседними Польшей, Литвой, Украиной, Россией. Железнодорожные узлы находятся в городах Гродно, Лида, Мосты, Волковыск.
На железнодорожной станции Брузги, расположенной вблизи границы с Польшей, где используется европейская колея 1435 мм, осуществляется перегрузка угля, щебня, лесоматериалов и крупнотоннажных контейнеров.
Длина автомобильных дорог с твёрдым покрытием составляет 6,6 тыс.км. Основные магистрали Минск-Ошмяны-Вильнюс, Минск-Лида-Гродно, Барановичи-Слоним-Волковыск-Гродно, Вильнюс-Лида-Слоним.
Местное судоходство осуществляется по рекам Неман и Щара. Длина водных путей составляет 521 км.
По территории области проходят ответвления газопровода Дашава-Минск и «Сияние Севера»: Ивацевичи-Слоним-Лида-Вильнюс, Ивацевичи-Слоним-Гродно.

## Образование
В 2017 году в районе насчитывалось 22 учреждения дошкольного образования (включая комплексы «детский сад — школа») с 1,9 тыс. детей. В 2017/2018 учебном году в районе действовало 24 учреждения общего среднего образования, в которых обучалось 4,7 тыс. учеников. Учебный процесс осуществляли 690 учителей. В среднем на одного учителя приходилось 6,7 учеников (среднее значение по Гродненской области — 7,9, по Республике Беларусь — 8,7).

## Культура и досуг

### Музеи
- Музей М. Василька ГУО «Скидельский профессионально-технический колледж» в Скидель
- Литературно-краеведческий музей Скидельского государственного колледжа в Скидель
- Музей спецтехники СССР в Скидель
- Музей народного мастера Беларуси Марьяна Скромблевича в Одельск
- Музей этнографии и быта «Народная скарбніца» в Одельск
- Музей истории Августовского канала в Немново и Тартак

### Досуг
- Поездка по узкоколейке в заказнике Озёры

В 2023 году постановлением Министерства культуры Республики Беларусь от 30 мая 2023 года № 80 статус нематериальной историко-культурной ценности присвоен элементу «Культура белорусской дуды на Гродненщине» в аг. Одельск.

## Достопримечательность

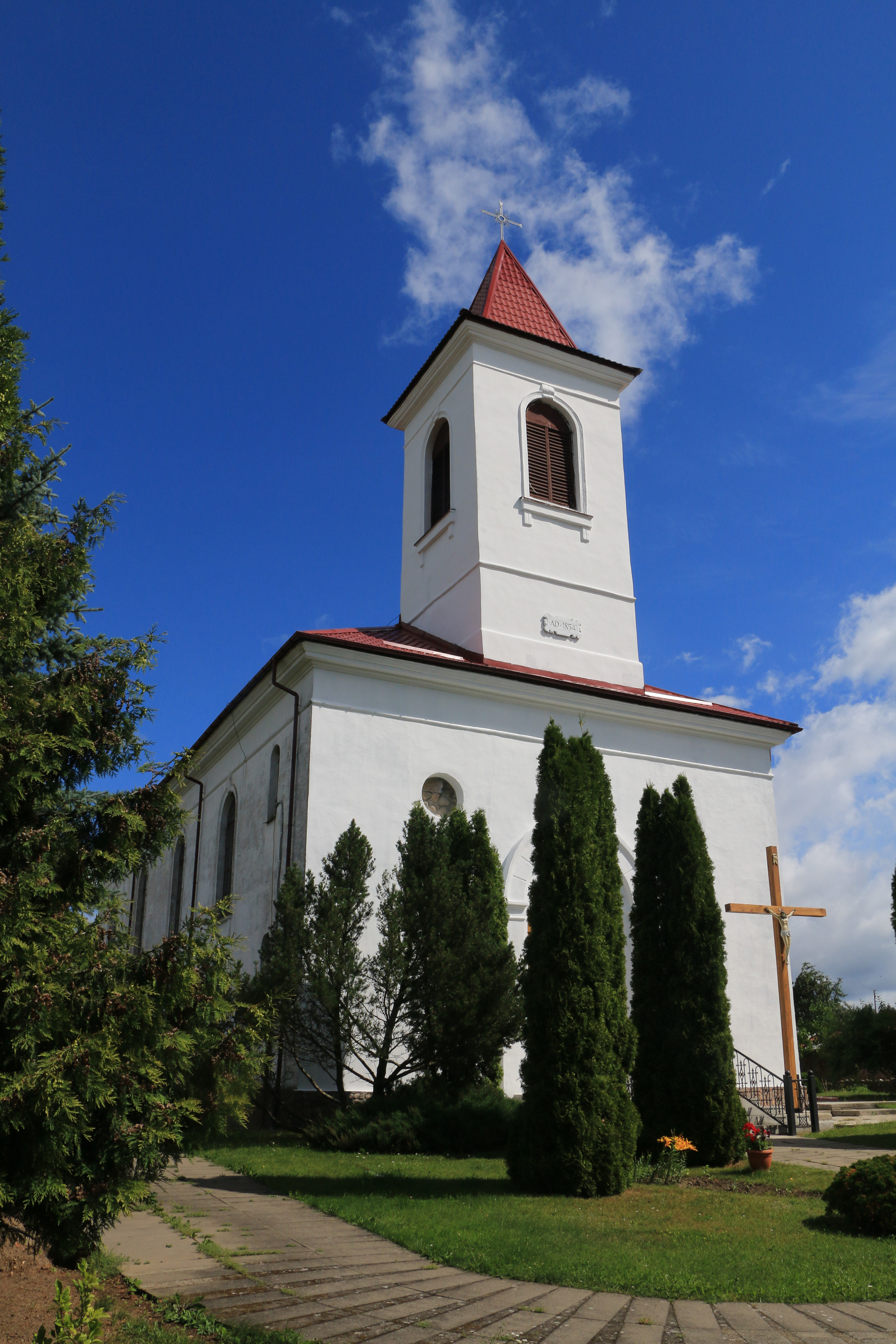
Церковь Вознесения Девы Марии в Адамовичи

- Церковь Святого Александра Невского в Вертелишки
- Свято-Николаевская церковь в Лаша
- Свято-Александро-Невская церковь в Индура
- Костёл Святого Фаддея в Привалки
- Свято Покровская церковь в Мильковщина
- Церковь Вознесения Девы Марии в Одельск —  Историко-культурная ценность Республики Беларусь, шифр 412Г000147
- Костёл Преображения Господнего (1899) в Селивановцы
- Католический храм Вознесения Девы Марии в Сопоцкин
- Часовни-усыпальницы: Ю. Гурского (1893), Ю.Дьяконской (1858) в Сопоцкин
- Свято-Благовещенская церковь в Житомля
- Костёл Матери Божьей Неустанной Помощи в Поречье —  Историко-культурная ценность Республики Беларусь, шифр 413Г000202
- Церковь Казанской Матери Божьей в Поречье
- Железнодорожный вокзал в Поречье
- Костёл Вознесения Девы Марии в Скидель —  Историко-культурная ценность Республики Беларусь, шифр 413Д000217
- Дворцово-парковый комплекс в Святске —  Историко-культурная ценность Республики Беларусь, шифр 413Г000212
- Свято-Преображенская церковь (1844) в Комотово
- Костёл Пресвятой Троицы в Индура
- Церковь Вознесения Девы Марии в Адамовичи
- Костёл Благовещения Пресвятой Девы Марии (1818) в Перстунь
- Костёл Девы Марии Розарий (1887 год) в Подлабенье
- Крестовоздвиженский костёл (1714) в Голынка
- Костёл Рождества Пресвятой Девы Марии в Заречанка
- Католическая часовня в Калеты
- Августовский канал
- Шлюз "Немново" на Августовском канале в Немново
- Шлюз "Домбровка" на Августовском канале в Тартак
- Усадебно-парковый комплекс Гурских (XIX — нач. XX вв.) в Радзивилки
- Историко-культурный комплекс «Гродненская крепость — Партизанский лагерь» в Коробчицы

### Памятник природы, заказник
- Гидрологические памятники природы местного значения «Родник Плебанишки», «Родник Элизы Ожешко», «Родник Райгород», «Родник Каменка-2», «Родник Марианны», «Родник 100 криниц».